# Nubarashen
Nubarashen (Armeens: Նուբարաշեն վարչական շրջան, Nubarašen varčakan šrĵan) is een van de 12 administratieve districten van de Armeense hoofdstad Jerevan.

## Ligging
Nubarashen is tamelijk geïsoleerd gelegen in het zuidoostelijk gedeelte van de stad. Het district grenst aan de districten Shengavit en Ereboeni in het noorden en de provincie Ararat in het oosten, zuiden en westen.
Met een oppervlakte van 17,14 km² is dit het vijfde grootste stadsdistrict.

## Fotogalerij

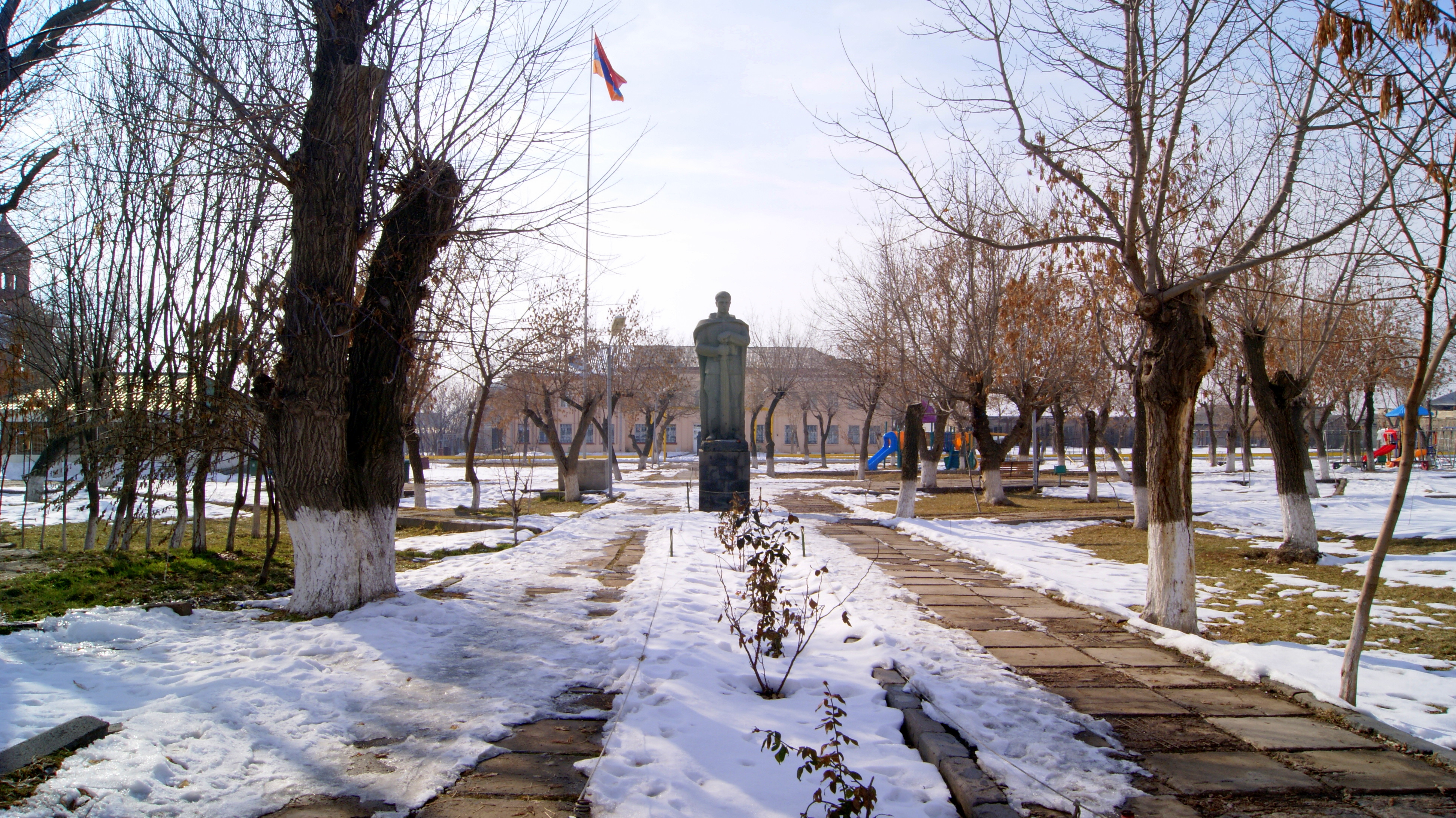
WOII-monument in het centraal park
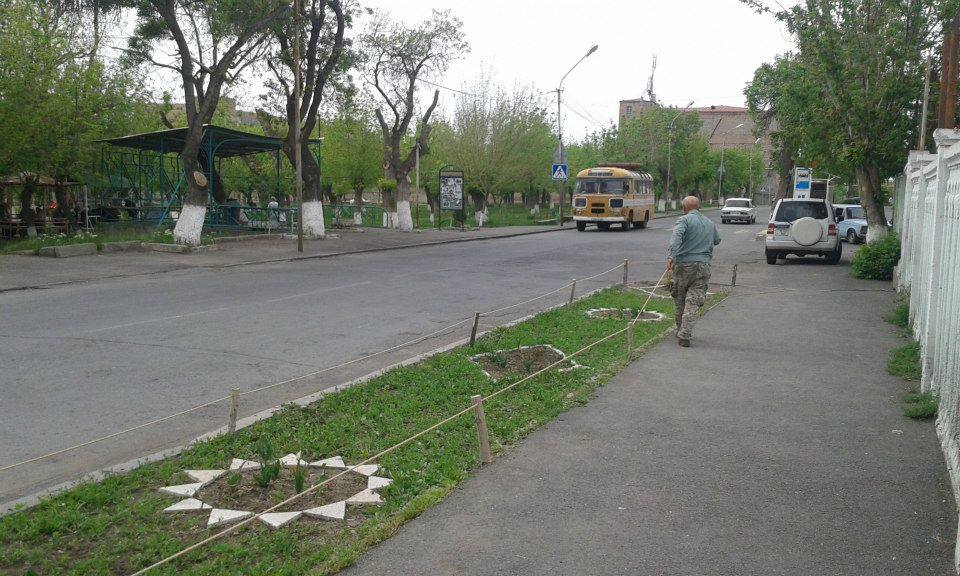
De hoofdstraat in Nubarashen
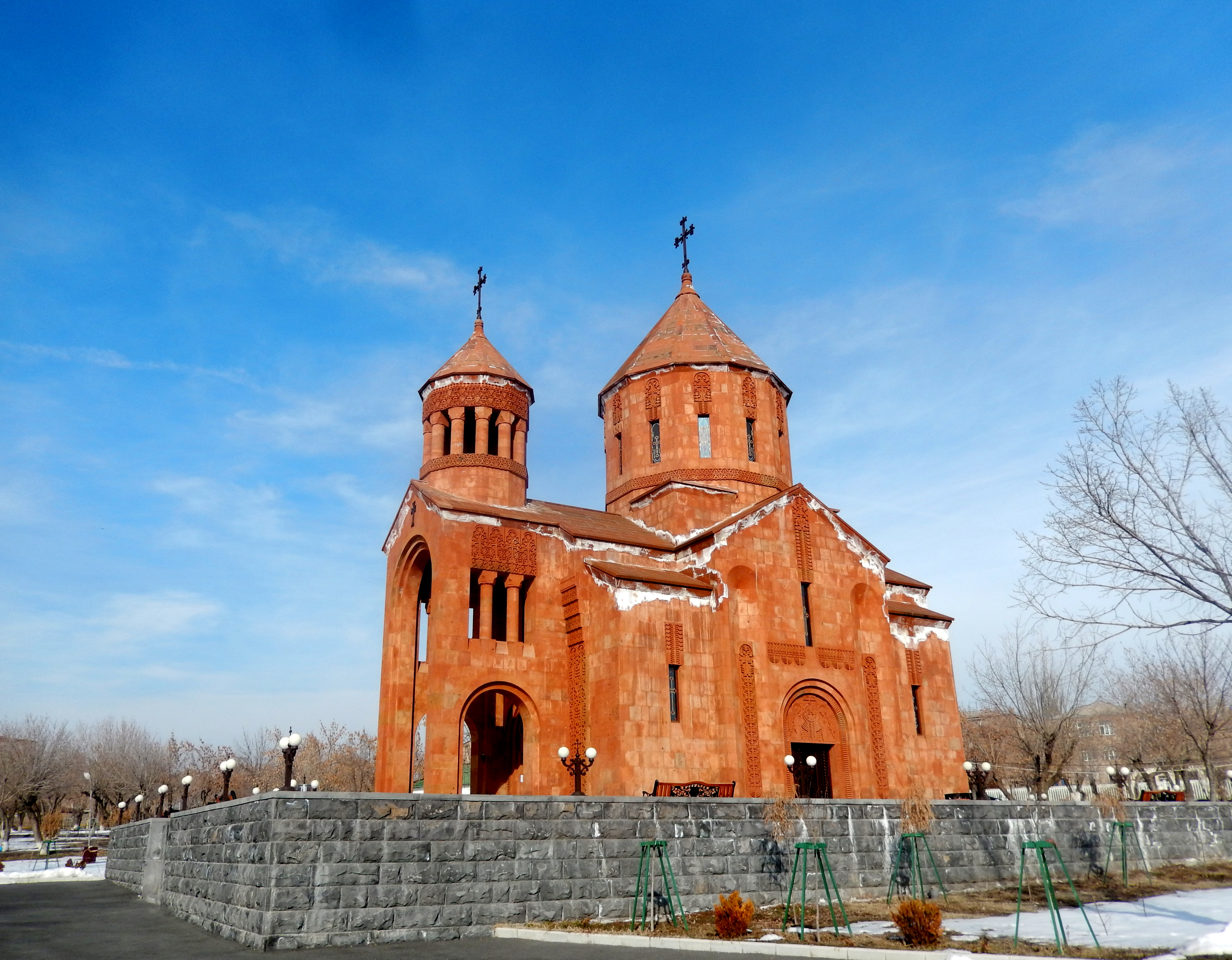
De Heilige Martelarenkerk
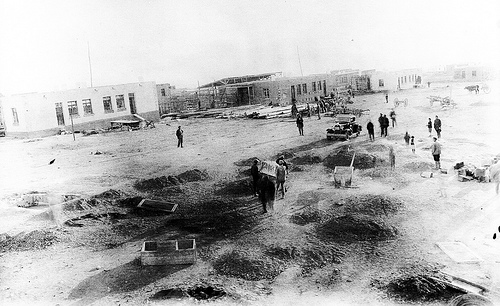
De bouw van Nubarashen in de jaren 1930

Ajapnyak ·
Arabkir ·
Avan ·
Davtashen ·
Ereboeni ·
Kanaker-Zeytun ·
Kentron ·
Malatia-Sebastia ·
Nor-Nork ·
Nork-Marash ·
Nubarashen ·
Shengavit